# Crambus bachi
Crambus bachi là một loài bướm đêm trong họ Crambidae.